# Anisbrännvin
Anisbrännvin, anissprit eller pastis som det heter i Frankrike, är en spritdryck med kraftig smak av stjärnanis. Ouzo i Grekland och raki i Turkiet är aniskryddade brännvinssorter. Dessa spritsorter är opaliserande och blir alltså grumliga när de späds med vatten eller hälls över is.
Anissprit dricks ofta utspädd med vatten eller blandad med till exempel cola, apelsinjuice eller tonic.

## Anisspritmärken
- Nyköpings Brännvin
- Ouzo 12
- Pernod
- Ricard